# Liste der Krim-Khane
Die folgende Liste zeigt chronologisch die Regentschaften der Herrscher des Khanats der Krim:
| Regierungszeit | Name              | Bemerkungen                                                                 |
| -------------- | ----------------- | --------------------------------------------------------------------------- |
| 1449–1466      | Hacı I. Giray     |                                                                             |
| 1466–1467      | Nur Devlet        | 1. Amtszeit                                                                 |
| 1467           | Meñli I. Giray    | 1. Amtszeit, Sohn von Hacı I. Giray                                         |
| 1467–1469      | Nur Devlet        | 2. Amtszeit                                                                 |
| 1469–1475      | Meñli I. Giray    | 2. Amtszeit                                                                 |
| 1475           | Hayder            |                                                                             |
| 1475–1476      | Nur Devlet        | 3. Amtszeit                                                                 |
| 1476–1478      | —                 | —                                                                           |
| 1478–1515      | Meñli I. Giray    | 3. Amtszeit                                                                 |
| 1515–1523      | Mehmed I. Giray   | Sohn von Meñli I. Giray                                                     |
| 1523–1524      | Ğazı I. Giray     |                                                                             |
| 1524–1532      | Saadet I. Giray   | Sohn von Meñli I. Giray                                                     |
| 1532           | İslâm I. Giray    |                                                                             |
| 1532–1551      | Sahib I. Giray    | Sohn von Meñli I. Giray                                                     |
| 1551–1577      | Devlet I. Giray   | Enkel von Meñli I. Giray                                                    |
| 1577–1584      | Mehmed II. Giray  |                                                                             |
| 1584           | Saadet II. Giray  |                                                                             |
| 1584–1588      | İslâm II. Giray   |                                                                             |
| 1588–1596      | Ğazı II. Giray    | 1. Amtszeit                                                                 |
| 1596           | Fetih I. Giray    | Sohn von Devlet I. Giray                                                    |
| 1596–1607      | Ğazı II. Giray    | 2. Amtszeit                                                                 |
| 1607–1608      | Toqtamış Giray    |                                                                             |
| 1608–1610      | Selâmet I. Giray  |                                                                             |
| 1610–1623      | Canibek Giray     | 1. Amtszeit, Enkel von Devlet I. Giray und Adoptivsohn von Selâmet I. Giray |
| 1623–1628      | Mehmed III. Giray | †, Sohn von Selâmet I. Giray                                                |
| 1628–1635      | Canibek Giray     | 2. Amtszeit                                                                 |
| 1635–1637      | İnayet Giray      |                                                                             |
| 1637–1641      | Bahadır I. Giray  |                                                                             |
| 1641–1644      | Mehmed IV. Giray  | 1. Amtszeit, Sohn von Selâmet I. Giray                                      |
| 1644–1654      | İslâm III. Giray  | Sohn von Selâmet I. Giray                                                   |
| 1654–1666      | Mehmed IV. Giray  | 2. Amtszeit                                                                 |
| 1666–1671      | Adil Giray        |                                                                             |
| 1671–1678      | Selim I. Giray    | 1. Amtszeit                                                                 |
| 1678–1683      | Murad Giray       |                                                                             |
| 1683–1684      | Haci II. Giray    |                                                                             |
| 1684–1691      | Selim I. Giray    | 2. Amtszeit                                                                 |
| 1691           | Saadet III. Giray |                                                                             |
| 1691–1692      | Safa Giray        |                                                                             |
| 1692–1699      | Selim I. Giray    | 3. Amtszeit                                                                 |
| 1699–1702      | Devlet II. Giray  | 1. Amtszeit                                                                 |
| 1702–1704      | Selim I. Giray    | 4. Amtszeit                                                                 |
| 1704–1707      | Ğazı III. Giray   |                                                                             |
| 1707–1708      | Qaplan I. Giray   | 1. Amtszeit                                                                 |
| 1709–1713      | Devlet II. Giray  | 2. Amtszeit                                                                 |
| 1713–1715      | Qaplan I. Giray   | 2. Amtszeit                                                                 |
| 1716–1717      | Devlet III. Giray |                                                                             |
| 1717–1724      | Saadet IV. Giray  |                                                                             |
| 1724–1730      | Meñli II. Giray   | 1. Amtszeit                                                                 |
| 1730–1736      | Qaplan I. Giray   | 3. Amtszeit                                                                 |
| 1736–1737      | Fetih II. Giray   |                                                                             |
| 1737–1740      | Meñli II. Giray   | 2. Amtszeit                                                                 |
| 1740–1743      | Selâmet II. Giray |                                                                             |
| 1743–1748      | Selim II. Giray   |                                                                             |
| 1748–1756      | Arslan Giray      | 1. Amtszeit                                                                 |
| 1756–1758      | Halim Giray       |                                                                             |
| 1758–1764      | Qırım Giray       | 1. Amtszeit                                                                 |
| 1765–1767      | Selim III. Giray  | 1. Amtszeit                                                                 |
| 1767           | Arslan Giray      | 2. Amtszeit                                                                 |
| 1767–1768      | Maqsud Giray      |                                                                             |
| 1768–1769      | Qırım Giray       | 2. Amtszeit                                                                 |
| 1769–1770      | Devlet IV. Giray  | 1. Amtszeit                                                                 |
| 1770           | Qaplan II. Giray  |                                                                             |
| 1770–1771      | Selim III. Giray  | 2. Amtszeit                                                                 |
| 1771–1775      | Sahib II. Giray   | †                                                                           |
| 1775–1777      | Devlet IV. Giray  | 2. Amtszeit                                                                 |
| 1777–1782      | Şahin Giray       | 1. Amtszeit                                                                 |
| 1782           | Bahadır II. Giray |                                                                             |
| 1782–1783      | Şahin Giray       | 2. Amtszeit                                                                 |
| 1783–1790      | Bahadır II. Giray | 2. Amtszeit (nur formal)                                                    |